# Восстание в Мосуле (1959)
Восстание в Мосуле 1959 года (араб. ثورة الشواف‎) — вооружённое восстание, поднятое группировками активистов иракской партии Баас, которые под лозунгами панарабского национализма предприняли попытку насильственного смещения руководства государства. Одной из целей восставших было последующее присоединения Ирака к Объединённой Арабской Республике. В числе ключевых задач восстания значились свержение и нейтрализация премьер-министра Ирака Абдель Керим Касема.
При поддержке соратника Г. А. Насера в Сирии полковника А. Х. ас-Сараджа пронасеровские элементы в Мосуле под руководством Абделя Вахаба Шавафа подняли вооруженное восстание.
После подавления восстания на улицах города несколько дней царил хаос, во время которого было зафиксировано множество уличных столкновения и актов насилия, которыми различные политические группировки стремились воспользоваться в своих целях.

## Предпосылки для выступления
Во время премьерства А. К. Касема в иракских политических кругах часто обсуждалась идея возможного присоединения Ирака к ОАР, которую возглавлял яркий арабский лидер Гамаль Адбель Насер, сторонник концепции панарабизма. Несмотря на авторитет Насера, эта идея не воспринималась руководителями арабских стран однозначно положительно. Часто в этот период едва наметившиеся федеративные связи между арабскими государствами разрывались по политическим причинам. В частности, незадолго до начала восстания в Мосуле королевство Иордании вышло из состава Арабской Федерации Ирака и Иордании. Это произошло после того, как премьер-министр Касем фактически создал условия, в которых произошла расправа над королевской семьёй и прежним премьер-министром Нури аль-Саидом в ходе революции 14 июля 1958 года, что вызвало резкую реакцию сторонников иорданской монархии.
Одним из главных поводов для восстания послужили возраставшие политические связи между кабинетом министров Касема и активистами Иракской коммунистической партии, что и послужило катализатором бунта, в котором принимали участие активисты националистических группировок партии Баас, наладившие контакты с армейскими структурами в северной части Ирака. Для того, чтобы избежать неприятных последствий массовых восстаний и заговоров, Касем санкционировал проведение съезда левых Партизан мира, афиллированных с компартией Ирака, который состоялся в Мосуле 6 марта 1959 года. Мероприятие получило название „Большой фестиваль мира“. Примерно 250 000 партизан и активистов компартии заполнили улицы Мосула и фактически провели демонстрационный марш; несмотря на это, съезд 6 марта прошёл спокойно, если не считать отдельных случаев столкновений и перепалок между коммунистическими активистами и баасистами, участившимися 7 марта. В дальнейшем, однако, эти локальные стычки переросли в малоформатную гражданскую войну, охватившую Мосул и окрестности.
Еще 5 марта 1959 года директор ЦРУ Аллен Даллес, касаясь внутриполитической ситуации в Ираке, заявил Совету национальной безопасности США, что «события, похоже, движутся в направлении окончательного коммунистического контроля».

### Уличные беспорядки. Присоединение «Свободных офицеров»
До определённого момента попытки А.К. Касема подавить волнения были успешными, пока к процессу демонстрации неповиновения не подключился сорокалетний полковник Абд аль-Вахаб аль-Шаваф, который занимал должность командующего мосульским гарнизоном иракских вооружённых сил. У него вызвали недовольство коммунистические демонстрации, в связи с чем он решил выступить на стороне панарабистов. Между тем, столкновения между группировками народной милиции, подчинёнными коммунистической партии, и бригадами насеристов переросли в массовые беспорядки; в частности, были разгромлены магазины, чьими владельцами были сторонники панарабской доктрины, а также был сожжён один известный ресторан, в котором обычно собирались местные насеристы. После сожжения ресторана аль-Шаваф позвонил в генеральный штаб в Багдад и попросил разрешение на применение силы с целью скорейшего подавления массовых акций насильственного сопротивления. Однако реакция Багдада в ответ на эту просьбу была расплывчатой и неопределённой. В результате у аль-Шавафа созрел план государственного переворота, к осуществлению которого он намеревался приступить 7 марта. В ходе секретных переговоров командир мосульского гарнизона получил поддержку группировок, принадлежащих к военно-политическому движению «Свободных офицеров», в основном, состоявших из представителей видных и авторитетных суннитских семей, которые относили себя к местной армейской аристократии. Многие сторонники «Свободных офицеров», которые недавно приняли активное участие в революции 14 июля 1958 года, выражали резкое недовольство реформами, задуманными Касемом, а также упрочившимися контактами иракского премьера с деятелями коммунистической партии.
Генерал Касем позволил коммунистам и их сторонникам в Мосуле выйти из-под контроля и заняться казнями реальных и предполагаемых врагов своего режима. Коммунисты начали оказывать давление на Касема, чтобы получить больше мест в кабинете министров, включая ключевые должности в армии и службах безопасности. Выяснилось также, что Касем намеревался создать поддерживаемое коммунистами «народное ополчение» в качестве противовеса армии. По мере того как националисты и панарабисты систематически исключались из правительства, росли надежды КПИ и Советского Союза на укрепление своих позиции в стране.

### Расправы над коммунистами. Призыв аль-Шавафа поддержать восстание
Восстание и последовавшая за ним попытка военного переворота началась с того, что аль-Шаваф самовольно приказал наиболее преданным военнослужащим его гарнизона из 5-й армейской бригады взять в окружение 300 партизан-коммунистов. В кольцо силовиков попал также яркий лидер иракских коммунистов Камиль Казанчи, один из наиболее известных иракских политиков и адвокатов 1950-х годов, который был схвачен и казнён. Вскоре после блокирования коммунистических партизан аль-Шаваф обратился с посланием к другим иракским военачальникам и командирам гарнизонов с предложением присоединиться к нему и поддержать запланированную им насильственную смену правительства. Полковник аль-Шаваф приказал похитить техника (гражданина Великобритании) и рацию с территории предприятия Iraq Petroleum Company (IPC), после чего с помощью верных ему бригад специального назначения организовал захват главной мосульской радиостанции, где в эфире принялся воодушевлять иракское население, призывая его присоединиться к восстанию против премьер-министра Абд Аль-Карима Касема. Также аль-Шаваф отправил послание местным племенным старейшинам с предложением поддержать его в антигосударственном демарше; его призыву последовали тысячи представителей влиятельного арабского племени шаммар, которые стихийно прибыли к Мосулу, демонстрируя лидеру восстания готовность выступить вместе с ним.

### Авианалёт правительственных войск
Утром 8 марта полковник аль-Шаваф приступил к более решительным действиям и отправил два мощных палубных истребителя «Хоукер «Си Фьюри» в Багдад с целью начать воздушную бомбардировку стратегических объектов, подконтрольных правительству. Экипажам «Си Фьюри» был отдан приказ сбросить бомбы на центральное здание главной радиостанции Багдада с тем, чтобы лишить правительство источника распространения информации. Однако самолёты не смогли причинить существенного ущерба зданию. В свою очередь, А. К. Касем направил четыре военных самолёта иракских ВВС для проведения атаки штаба восставших, где находился аль-Шаваф. Штаб располагался на некотором возвышении в административной черте Мосула. В результате неожиданного авианалёта правительственных ВВС погибли шесть (по другим данным, семь) офицеров, а сам аль-Шаваф получил незначительные ранения. Пока он перебинтовывал сам себя после ранения, он был внезапно убит одним из сержантов, находившихся у него в подчинении, который подумал, что попытка вооружённого захвата власти провалилась.

### Подавление восстания
Несмотря на гибель полковника аль-Шавафа, восстание не прекратилось. В ближайшее время Мосул превратился в сцену кровавого непримиримого противостояния между группировками офицеров-суннитов и вооружённых мятежных бригад племени шаммар и военными подразделениями, верными правительству Касема. На улицах города развернулись ожесточённые столкновения между группами народного коммунистического ополчения и панарабистами. Руководство восстанием взяли на себя племенные старейшины, призванные аль-Шавафом для участия в перевороте; одним из наиболее значимых координаторов восставших был шейх племени шаммар Ахмед Аджил. Впрочем, лоялистам в условиях армейского хаоса удалось захватить тело аль-Шавафа, которое они проволокли по улицам Мосула, после чего останки полковника были брошены в машину и отвезены в Багдад. Между тем для подавления восстания в Мосул вошли военизированные проправительственные отряды курдов, которые начали сражаться с восставшими панарабистскими формированиями. Шейх Ахмед Аджил был вскоре обнаружен курдскими боевиками в своей машине и убит вместо со своим личным водителем; позже их тела были повешены в обнажённом виде на мосту над Тигром.
На четвёртый день восстания правительственные войска смогли сохранить и упрочить преимущество и принялись наводить порядок, проводя зачистку мятежных кварталов и очищая дороги от тел. В ходе зачистки было обнаружено несколько сотен человек, повешенных на фонарных столбах; общее число жертв локального противостояния достигло 500 человек.

### Последствия восстания. Усиление влияния коммунистов
В результате подавления панарабистского восстания во многом благодаря своевременному вмешательству группировок курдских лоялистов и отрядам коммунистического ополчения возросло влияние КПИ на процессы, происходившие в Ираке. Между тем, восстание, пусть даже и неудавшееся, привлекло внимание значительной части населения страны к идеологии Баас — многие жители Ирака, недовольные экономическими мерами, принимаемыми правительством, выказывали поддержку движению иракских баасистов, которые считали, что кардинальным решением проблем было бы убийство Касема. К тому же в окружении Касема было большое число баасистских функционеров; в частности, 12 министров кабинета Касема из 16 являлись баасистами. Однако с целью упрочить своё влияние в своём же собственном правительстве Касем заключил союзный договор с коммунистической партией Ирака, которая идеологически отвергала любые проявления панарабистских настроений.
В то же время уже через год руководство иракской Баас планировало покушение на жизнь Касема, при этом руководителем секретной операции по предполагаемой ликвидации иракского премьера являлся Саддам Хуссейн. Впрочем, большая часть членов Баас относилась к панарабистски настроенным научным деятелям и студентам-националистам, а не к военным. В дальнейшем демарши баасистов регулярно продолжались вплоть до военного переворота 1963 года, в результате которого правительство А. К. Касема было жестоко свергнуто, а власть в государстве захватила Баас.

## Позиция Г. А. Насера
После вмешательства Египта во внутренние дела страны правительство Ирака начало пропагандистскую войну против Каира. «Радио Багдада» называло Насера «приёмным сыном американского империализма». В то время на Ближнем Востоке многие считали Насера «покорным инструментом» Вашингтона. В некоторой степени такое восприятие сыграло на руку Насеру. В ответ Насер заявлял, что Касем передал Ирак «в руки коммунистов». Насер превзошел даже самых ярых антикоммунистов, заявив: «Если будет создано коммунистическое государство, коммунисты сокрушат все патриотические и националистические элементы – или устранят их, как мы говорим – создавая инциденты, пока они не избавятся от всех этих элементов, а затем установят диктатуру красных террористов, в которой преобладает подчинение». На этот раз интересы Вашингтона и Насера совпали.
В ответ иракские коммунисты стали главной мишенью для пропагандистской машины Каира.

## Попытка покушения на А. К. Касема
После неудавшегося восстания в Мосуле различные группировки панарабистов-насеристов планировали покушение на жизнь Касема. По некоторым данным, участники бригады специального назначения проходили обучение диверсионному делу в Дамаске, который на тот момент входил в состав Объединённой Арабской Республики. В первом случае предполагалось осуществить нападение на правительственный кортеж Касема на улице Аль-Рашид 7 октября 1959 года. Один из диверсантов должен был выстрелить в пассажиров, располагавшихся на задних сидениях, в то время как остальным нападавшим надо было целить в тех, кто находился впереди. По воспоминаниям участников засады на Касема, Саддам Хуссейн, бывший тогда одним из боевиков-диверсантов, якобы начал стрелять раньше времени, в результате чего попытка покушения на премьер-министра оказалась сорванной. В любом случае, водитель Касема был убит, а сам глава иракского правительства получил ранения в руку и плечо. Впрочем, организаторы и участники покушения подумали, что им удалось ликвидировать Касема и, будучи уверенными в успехе предприятия, они вернулись в свой штаб.

## Налаживание связей с СССР
Рост популярности коммунистического движения Ирака чувствовался на протяжении всего 1959 года. Благодаря влиянию левых активистов были осуществлены замены военных руководителей среднего звена в армейской иерархии Ирака во избежание дальнейших попыток военных заговоров. Через короткое врем ряд коммунистических политиков получили министерские посты. Иракская внешняя политика также была скорректирована в соответствии с коммунистическими настроениями. В дальнейшем Касем, опасаясь влияния панарабистской идеологии, вывел Ирак из Багдадского пакта (24 марта 1959 года) и наладил тесные торгово-экономические связи с Советским Союзом, в том числе заключив договор о регулярных поставках вооружения, что вызвало резкое неприятие прозападно настроенных функционеров. В целом возрастание влияния компартии Ирака повлекло за собой постепенное формирование оппозиционного блока, сопротивлявшегося сближению с СССР, в основном на уровне политических манифестаций. Вскоре активисты КПИ предприняли попытку повторить свой успех в Киркуке по аналогии с тем, как это произошло в Мосуле. Слёт отрядов народного ополчения Компартии Ирака в этом городе был запланирован на 14 июля 1959 года. Его главной целью было подавить активность консервативно настроенных элементов, и в результате на улицах города также развернулись локальные кровопролитные боестолкновения. В дальнейшем Касем, стремясь сохранить идеолого-политический баланс путём маневрирования между несколькими противоборствующими силами, слегка ослабил влияние коммунистической партии в правительстве Ирака.

## Осложнение отношений между Багдадом и Каиром
Хотя попытка государственного переворота могла быть отчасти вызвана арабскими националистическими настроениями и желанием присоединиться к Объединенной Арабской Республике, точная степень причастности руководства ОАР к перевороту в значительной степени неясна. Полковник аль-Шаваф поддерживал тесные контакты с ОАР во время попытки государственного переворота, причем некоторые утверждали, что посол ОАР в Багдаде действовал как посредник между ОАР и повстанцами. Есть также свидетельства того, что «Радио Мосул» могло вести пропагандистскую передачу из Сирии.
Вскоре после подавления мосульских выступлений Касем и его сторонники публично обвинили руководство ОАР в провоцировании путча и оказании идеологической и финансовой поддержки группировкам вооружённых мятежников. В числе обвинений значилось и то, что восстание баасистов в Мосуле было подготовлено продолжительной и навязчивой панарабской информационной пропагандой, которая была проведена в интересах правителей ОАР. В свою очередь, пресса Объединённой Арабской Республики резко обвинила иракского премьера в том, что он отступил от идеи панарабизма. Ожесточённые разногласия между Багдадом и Каиром, имевшие место во второй половине 1959 года, были связаны с тем, что ОАР потерпела неудачу, претендуя на единоличное отстаивание концепции арабского единства и с тем, что Ирак отказывался признавать амбиции Каира на удержание политического лидерства в ближневосточном регионе.